# Zračna luka London Heathrow
Zračna luka London Heathrow ili samo Heathrow (IATA: LHR, ICAO: EGLL) međunarodna je zračna luka smještena u zapadnom dijelu Londona. To je najveća od šest međunarodnih zračnih luka koje opslužuju šire područje Velikog Londona (ostale su Gatwick, London City Airport, Luton, Stansted i Southend). Zračna luka je u vlasništvu i pod upravom Heathrow Airport Holdingsa. U 2021. bila je druga najprometnija zračna luka u svijetu po međunarodnom putničkom prometu i šesta po domaćem putničkom prometu, ali je najveća i najprometnija zračna luka u Ujedinjenom Kraljevstvu. Heathrow se nalazi u vlasništvu BAA plc (British Airports Authority) i glavno je čvorište (hub) zrakoplovnih prijevoznika British Airways, BMI i Virgin Atlantic.
Zračna luka smještena je 22 km zapadno od središnjeg Londona.

## Vanjske poveznice
|  | Zajednički poslužitelj ima još gradiva o temi Zračna luka London Heathrow |

- www.heathrowairport.com  Arhivirana inačica izvorne stranice od 21. veljače 2011. (Wayback Machine)